# Partido Socialista de Guinea Ecuatorial
El Partido Socialista de Guinea Ecuatorial (PSGE) es un partido político ecuatoguineano.

## Historia
El PSGE fue fundado en 1986 por exiliados ecuatoguineanos en España, liderados por Tomás Mecheba Fernández y Andrés Esono Ondó. De acuerdo al historiador Donato Ndongo-Bidyogo, la fundación del partido se produjo a partir de la gestión directa del Partido Socialista Obrero Español (PSOE).
La formación inició su actividad política en Guinea Ecuatorial tras la instauración del multipartidismo en el país a comienzos de los años 90. Nacido como un partido claramente opositor al régimen de Teodoro Obiang Nguema, formó parte brevemente de la Plataforma de Oposición Conjunta (POC) y sugirió una intervención militar extranjera en el país para terminar con las violaciones a los derechos humanos por parte del gobierno de Obiang. Su primera participación electoral tuvo lugar en las elecciones legislativas de 1993, en las que obtuvo magros resultados. Mantuvo estrechas relaciones con el PSOE.
No obstante, a partir de los años 2000 el PSGE abandonó su vocación opositora y adquirió una postura favorable al régimen de Obiang, integrándose a su gobierno con cargos menores. Tras presentarse a las elecciones legislativas de 2004 y obtener bajos resultados, el PSGE también pasó a presentarse junto a otras formaciones opositoras en coalición al gobernante Partido Democrático de Guinea Ecuatorial (PDGE) para elecciones legislativas y presidenciales.
En mayo de 2012, el líder del PSGE Tomás Mecheba Fernández fue nombrado Ministro de la Prevención y Lucha contra el VIH/SIDA y Enfermedades transmisibles sexualmente. En mayo de 2016, pasó a ocupar el cargo de Ministro de Turismo.